# Popperaneus
Popperaneus Cabra-García & Hormiga, 2020 è un genere di ragni della famiglia degli araneidi presente nell'America del Sud e descritto per la prima volta nel 2020 da J. Cabra-García e Gustavo Hormiga.

## Distribuzione
Le specie note sono presenti in Brasile e Paraguay.

## Tassonomia
Ad agosto 2023, esso comprende solo due specie, in precedenza classificate nel genere Wagneria:
- Popperaneus gavensis Camargo, 1950
- Popperaneus iguape Levi, 1991.

## Etimologia
Il genere è stato intitolato in onore del filosofo Karl Popper (1902–1994).